# Guitarra elèctrica

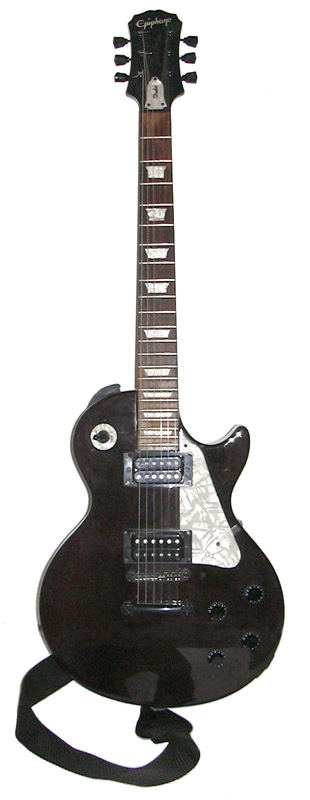
Guitarra elèctrica Epiphone

La guitarra elèctrica és un instrument de corda amplificat elèctricament que es creà per superar el limitat volum de les guitarres acústiques. A diferència d'aquestes, té cos sòlid, sense caixa de ressonància, i per a amplificar el so de les cordes disposa d'unes pastilles electromagnètiques que converteixen la vibració de les cordes metàl·liques en un corrent elèctric variable, que posteriorment s'envia a un amplificador i d'aquest als altaveus, que són els veritables emissors del so.
Aquest instrument s'empra molt en música moderna, especialment en el rock, on abunden bandes amb dues o tres guitarres elèctriques.
La guitarra elèctrica es toca com la guitarra acústica, però té tota una sèrie d'elements, a part del disseny, especialment pensats per produir determinats efectes sonors.

## Història
Les guitarres elèctriques van ser originalment dissenyades per lutiers i fabricants de guitarres acústiques. El que la va dissenyar, era Leo Fender. Algunes de les primeres són les que fabricava Rickenbacker als anys trenta, amb pastilles de tungstè, o les que poc després va comercialitzar Epiphone, amb pastilles de fabricació menys costosa.
La popularitat de la guitarra elèctrica va començar durant la Big Band Era, quan l'amplificació d'instruments es va fer necessària per a fer-se sentir per sobre dels alts volums de les seccions de metall comunes a les orquestres de jazz dels anys 30 i 40.
La versió d'aquest instrument més coneguda avui dia, la guitarra elèctrica de cos sòlid, va ser inventada, d'una banda, per la casa Gibson en col·laboració amb el músic i inventor Les Paul (que va construir la primera guitarra elèctrica de cos sòlid el 1941) i, d'altra banda, pel fabricant d'amplificadors Leo Fender, que també inventà el baix elèctric.

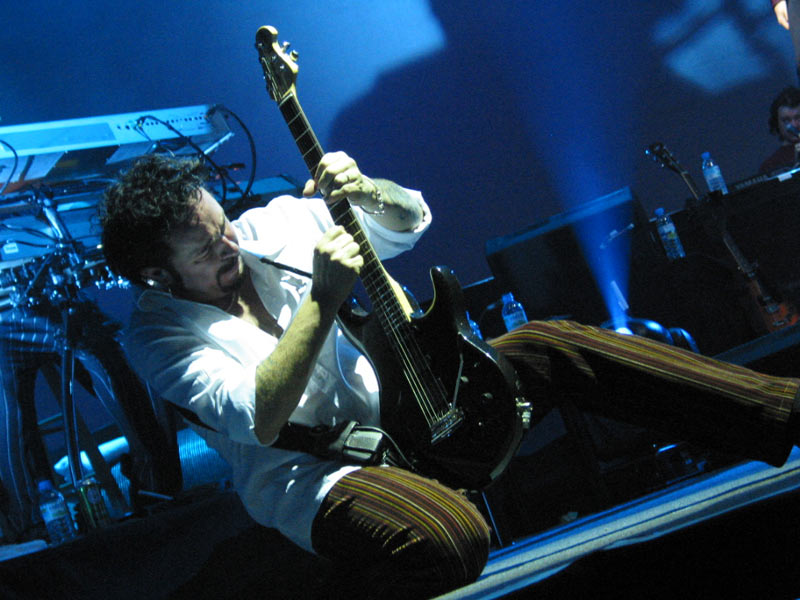
Músic tocant la guitarra elèctrica

Gibson, com tants d'altres constructors, ja havia experimentat amb l'ús de pastilles en guitarres acústiques, però va ser als anys cinquanta que va introduir al mercat la Gibson Les Paul, instrument que esdevindria la seva marca. Les Paul va declarar que el mèrit de l'invent era seu, tot i que als anys quaranta la companyia de Leo Fender havia presentat la Fender Broadcaster, que més tard es va rebatejar com a Fender Telecaster. Altres fonts parlen d'un tercer inventor, Paul Bigsby, que estava investigant en aquest mateix camp mentre ho feien Gibson i Fender.

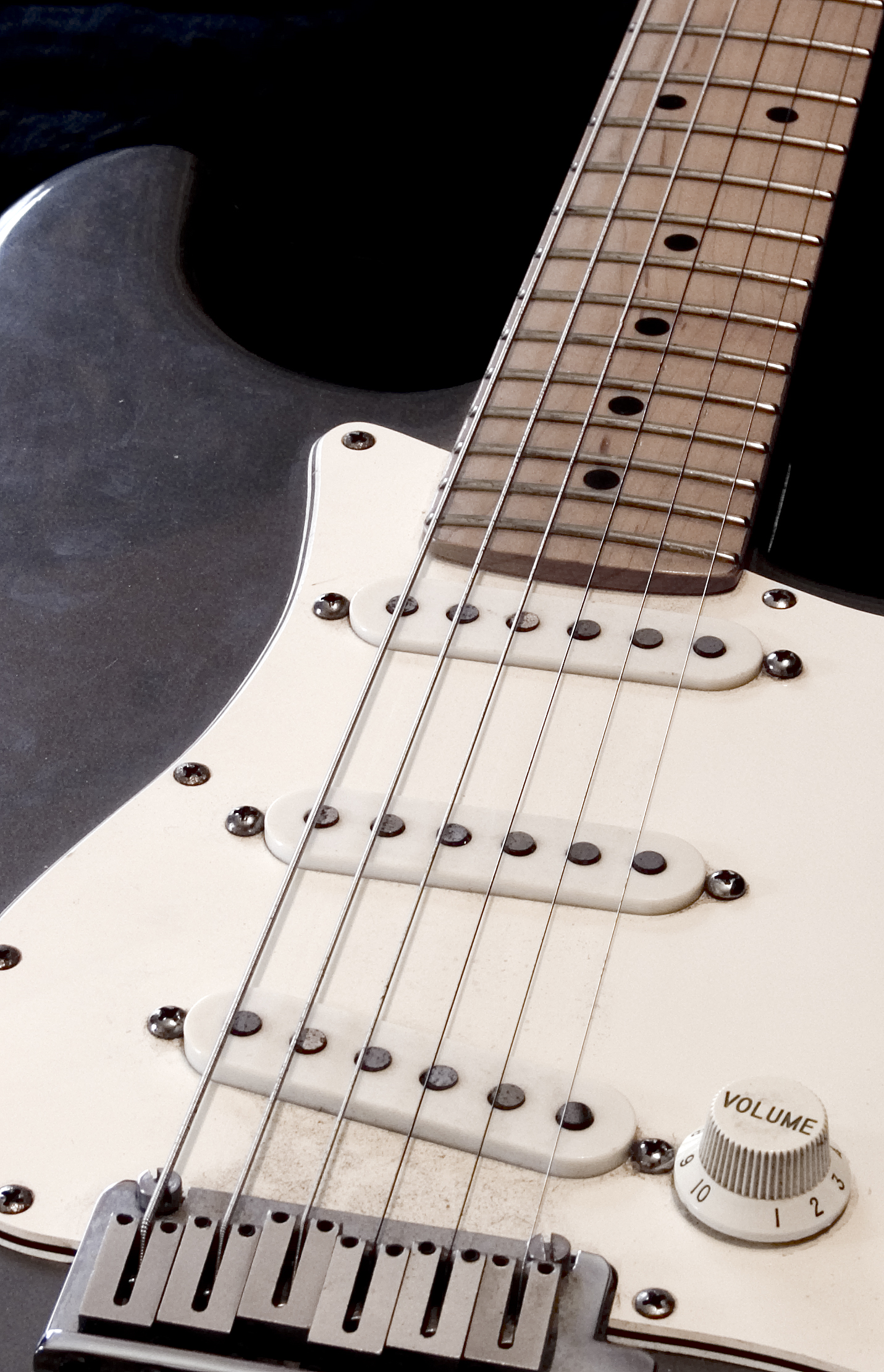
Detall d'una Stratocaster

El 1954 Fender va crear el model Stratocaster, sovint abreujada com Strat, que des de finals dels anys seixanta ha esdevingut el més estès del mercat.
Avui dia els dissenys de les guitarres de moltes companyies imiten els de la Gibson Les Paul i la Fender Stratocaster.

## Tipus
La majoria de guitarres elèctriques tenen sis cordes, normalment afinades, d'agut a greu, mi₅, si₄, sol₄, re₄, la₃, mi₃, com totes les guitarres, tot i que hi ha afinacions alternatives, com ara abaixar un to la corda més greu. També hi ha models amb set cordes, que normalment inclouen un si₂ greu per sota del mi₃ greu, i que es van popularitzar gràcies a Steve Vai i bandes modernes de nu metal. Jimmy Page, un innovador del rock dur va fer famoses les guitarres Gibson amb dos mànecs, conegudes com a guitarres de doble mànec, que feia servir per obtenir diferents menes de so amb un mateix instrument, combinant un mànec amb sis cordes simples i l'altre amb sis cordes dobles, o bé un mànec amb sis cordes i l'altre amb quatre, com un baix. També es fan altres combinacions, com que un mànec sigui normal i l'altre, en slide. Llavors, la celleta que divideix la pala del diapasó és metàl·lica i s'aconsegueix de fer-la sonar com si es tingués un tub slide al dit, però amb la comoditat de no tenir-lo. Steve Vai n'utilitza una.
Algunes guitarres elèctriques tenen una palanca de trèmolo acoblada al pont que pot comprimir o perllongar les cordes temporalment, produint un vibrato. Un innovador important en aquest camp va ser Floyd Rose, que va idear un dels primers trèmolos que permeten a la guitarra mantenir-se afinada encara que se'n faci molt ús.
Els ponts que permeten d'acoblar-hi una palanqueta de vibrato s'anomenen «ponts flotants». A grans trets, n'hi ha de dos tipus, que es diferencien principalment pel preu: el semiflotant i el flotant. El primer és propi de les guitarres de gamma baixa. Només permet afluixar les cordes estirant la palanqueta cap al guitarrista. Això genera una desafinació cap a greu.
L'altre tipus és més adient en instruments de qualitat entre mitjana i alta: és possible moure la palanqueta cap al músic i cap a l'exterior, de manera que la desafinació es pot alternar cap a greu i cap a més agut.
També és molt conegut el pont Floyd-Rose, que pertanyeria al segon grup dels esmentats. Permet tibar i afluixar les cordes tant com permeti el material. Així com els ponts flotants de les Stratocaster tenen un límit determinat per unes molles, els Floyd-Rose, no.
No obstant això, la majoria de guitarres per sota dels 3.000 € es desafinen contra la voluntat de l'artista després de fer un vibrato fort. Per solucionar aquest inconvenient van sortir els ponts de microafinació i els bloquejadors a la celleta.
Una guitarra MIDI és una guitarra elèctrica proveïda d'una pastilla especial que transforma el so de les cordes en missatges MIDI per a controlar sintetitzadors o altres instruments MIDI. També és útil en la transcripció automatitzada de partitures amb un ordinador i el programari adequat.

## So i efectes

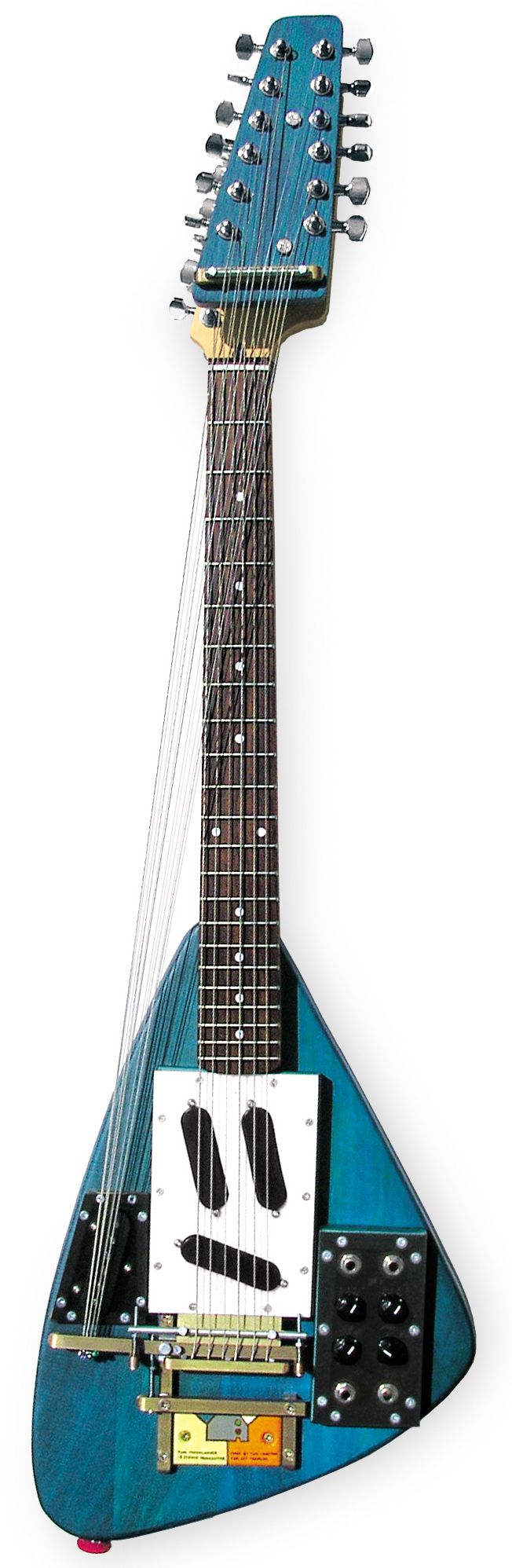
Moonlander, Lee Ranaldo, Sonic Youth, Yuri Landman, 2007

Donat que el que se sent quan algú toca una guitarra elèctrica no és el so de les cordes vibrant a l'aire, com sí que ocorre amb els instruments acústics, el so de la guitarra elèctrica depèn en gran manera del camí que recorre el senyal elèctric.
A finals dels anys seixanta va esdevenir una pràctica habitual aprofitar aquesta dependència per a alterar el so de l'instrument. La innovació més dramàtica va ser incrementar el guany del preamplificador per a saturar l'entrada de l'amplificador de l'altaveu, distorsionant el so d'una manera musical. Cal dir que la primera distorsió la va inventar Jeff Beck kkj provocant un tall a la membrana de l'amplificador amb una fulla d'afaitar, a la dècada dels seixanta.
A partir d'aquesta innovació la paleta tonal de la guitarra elèctrica va ser ampliada introduint pedals d'efectes en el recorregut del senyal. Tradicionalment construïts en una petita caixa metàl·lica amb un interruptor que pot ser accionat amb el peu, aquests elements han esdevingut part de l'instrument per a molts guitarristes. D'entre tots els efectes, els més típics de model·lació de senyal són: vibrato, fuzz, wah-wah, flanger, phasing, chorus i tremolo. Quant a efectes d'ambientació en trobem de sala, d'habitació, aire, eco únic, eco doble, eco triple —referent al nombre de repeticions d'un so. Sovint s'utilitzen compressors, ja que tracten el so rebut per tal de poder augmentar més el volum.
L'ordre a seguir per col·locar els pedals és, preferiblement, el següent: compressor/wah-wah, simulació d'amplificador (distorsió), efectes de model·lació, ambient/eco.
Entre els innovadors d'aquest aspecte de la guitarra elèctrica hi trobem noms com Jimi Hendrix, Steve Vai, Matt Bellamy, Brian May, Eddie Van Halen, David Gilmour, Thurston Moore i Daniel Ash, i tècnics com Roger Mayer o Eddie Kramer.
Existeixen guitarres elèctriques amb circuits especials incorporats, com per exemple, guitarres que incorporen el Fernandes Sustain, un efecte que manté el so de manera infinita (aquestes guitarres, a més, duen una pastilla especial que fa possible que un so duri infinitament). També hi ha guitarres amb Fuzz, Kaoss Pad, Wha-Wha tàctil i Phaser incorporats. Una guitarra que utilitza aquests métodes és la coneguda Manson, creada especialment per a Matthew Bellamy, vocalista, guitarrista i pianista del grup de rock alternatiu Muse.

## Estructura
La guitarra elèctrica està formada per les següents parts: 
- Claviller
- Celleta o pont superior
- Clavilla
- Trasts
- Tensor del pal o «ànima»
- Marcadors de posició
- Batedor o diapasó
- Mànec
- Cos
- Pastilles o micròfons
- Potenciòmetres o controls de volum i to

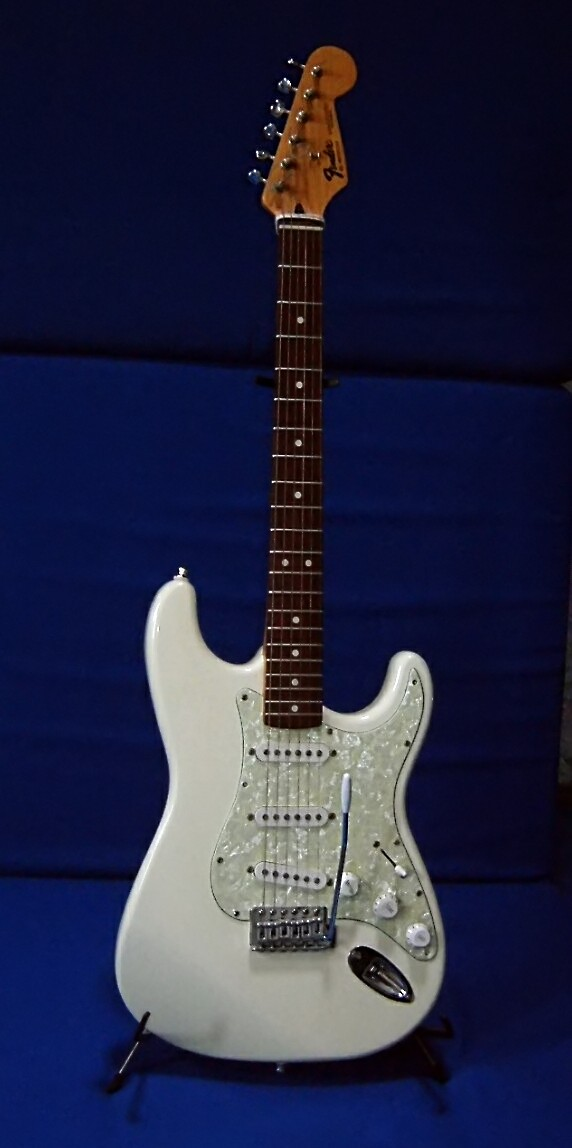
Guitarra eléctrica Fender Stratocaster

- Pont
- Protector o colpejadorGuitarra eléctrica Fender Stratocaster

### El cos
El cos de la guitarra acostuma a ser de fusta (alzina, vern, caoba, til·ler, freixe, etc.), tot i que vegades es pot construir amb materials sintètics com ara materials plàstics, com el policarbonat i aliatges d'alumini. Tot i que acostuma a ser massís, també pot ser buit per dintre, i actuant com una petita caixa de ressonància. Dintre del cos s'hi col·loquen els components electrònics. La densitat de la fusta incideix en el lapse que una nota roman sostinguda després de prémer la corda.

### Pastilles
La pastilla (en anglès: pickup), és un transductor que capta, per inducció electromagnètica, les vibracions de les cordes metàl·liques als instruments musicals elèctrics. Estan formades per un imant permanent envoltat per un bobinatge de fil de coure. Quan un cos metàl·lic ferromagnètic es mou dins del camp magnètic de l'imant permanent es genera un corrent induït en el bobinatge proporcional a l'amplitud del moviment i de freqüència igual a la de l'oscil·lació del cos. Aquest corrent és molt feble per la qual cosa el cablejat de l'interior de l'instrument així com el cablejat fins a l'amplificació ha d'estar molt ben blindat per evitar sorolls paràsits. Hi ha diferents tipus de pastilles depenent de l'estil musical i el so que vulgui el guitarrista, les més comunes són les de bobinatge simple (per al cas de les Stratocaster) i les de bobinatge doble (en anglès: hambucker) per a sons més agressius.

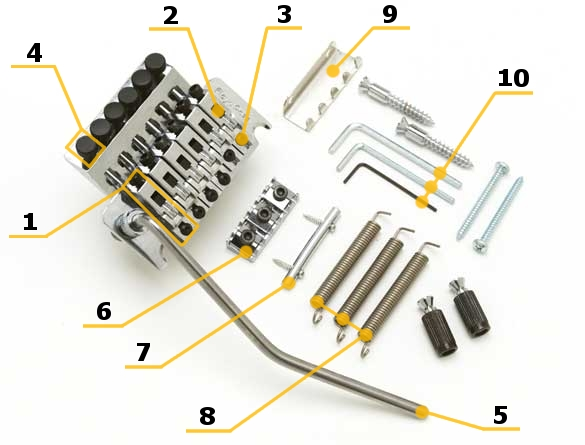
Pont Floyd rose, utilitzat per a vibrat.

### El pont
Hi ha diversos tipus de pont, cadascun amb característiques especials que incideixen en el so final de l'instrument i fins i tot alguns ponts inclouen pastilles piezoelèctriques per captar la vibració de les cordes o també palanques de vibrato (també anomenades de whammy i incorrectament de trèmolo) per variar la tensió de les cordes i causar un efecte vaivé a l'entonació.

### El mànec
Igual que el cos, el mànec també pot ser fet d'una o diverses peces de fusta (auró, caoba, fusta 

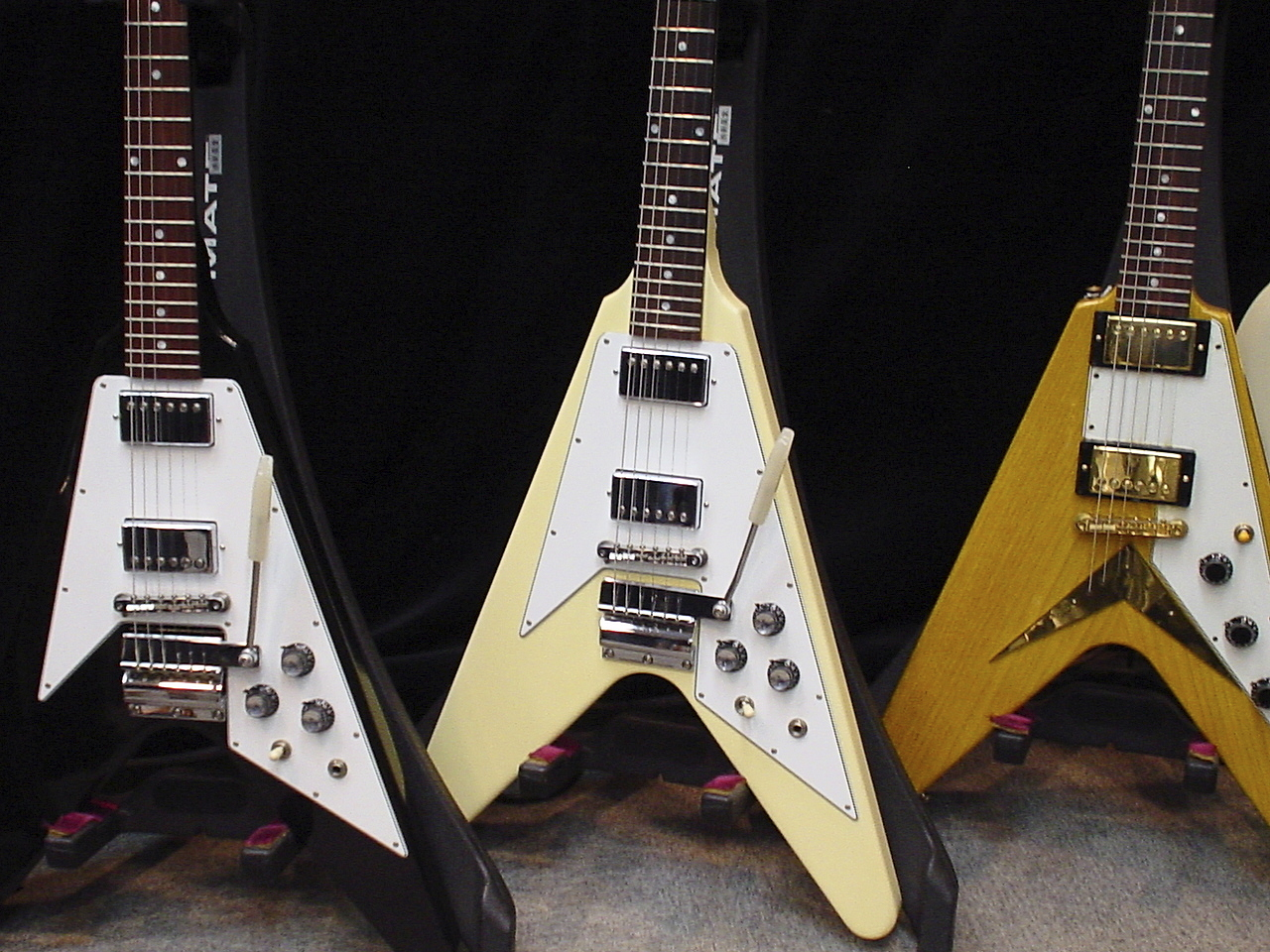
Guitarres elèctriques Gibson Flying V

de rosa, etc.). Al seu interior hi ha una barra d'acer o algun altre material molt resistent, anomenada ànima, per contrarestar la tensió de les cordes i evitar que perdi la linealitat. Acostuma a anar caragolat al cos (com en la Fender Stratocaster) o bé enganxat (a la Gibson Les Paul). Encolat a sobre del mànec hi ha el batedor (on es premen les cordes en tocar) de la mateixa fusta que el pal o bé d'una altra (palorrosa, palisandro africà, banús, auró…). A sobre del batedor i perpendicular a les cordes s'hi fixen els trasts, que són petites barres metàl·liques (normalment d'acer) que entren en contacte amb la corda en recolzar els dits al diapasó en l'espai que hi ha entre dos trasts.

### El claviller

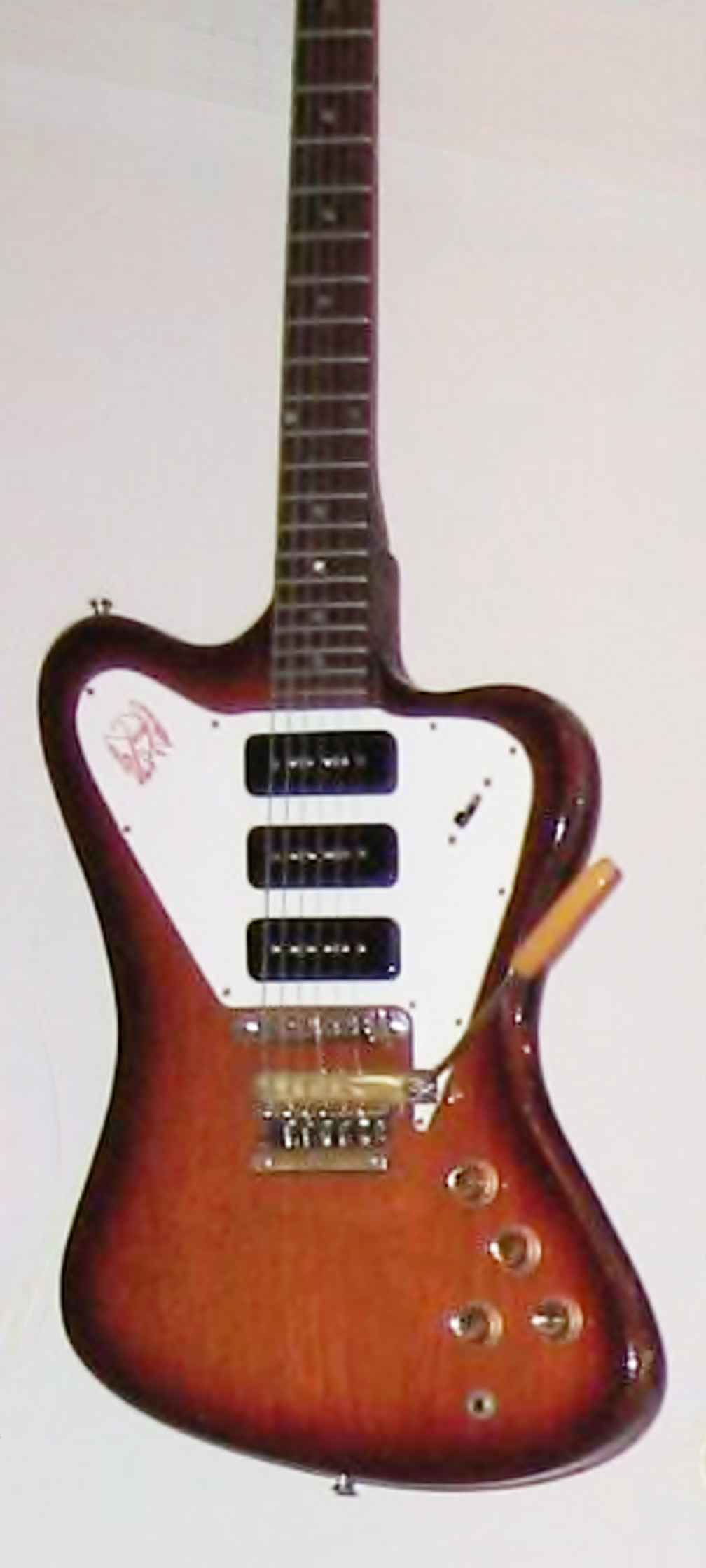
Guitarra elèctrica Gibson Firebird

El claviller o pala del claviller està situat a l'extrem del mànec hi és on es fixen les cordes que s'enrotllen a les clavilles (unes peces metàl·liques cilíndriques amb un caragol sense fi) que serveixen per a regular la tensió de la corda i, per tant, la seva afinació.

### Components

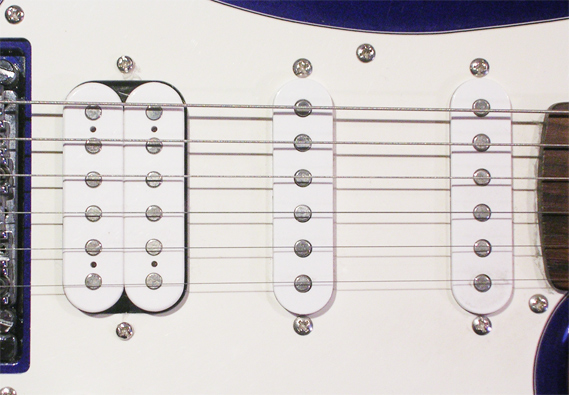
Pastilla humbucker i dues pastilles single coil al cos d'una Stratocaster

Les pastilles electromagnètiques (en anglès: pickup) estan formades per un imant permanent envoltades per un bobinat de filferro de coure. Quan un cos metàl·lic ferromagnètic es mou dins del camp magnètic de l'imant permanent es provoca un corrent induït en el bobinat proporcional a l'amplitud de moviment i de freqüència igual a la de l'oscil·lació del cos. Aquest corrent és molt feble, per tant, el cablejat de l'interior de la guitarra i el que va des d'aquesta fins a l'amplificació ha d'estar molt ben apantallat, per evitar sorolls paràsits.
Les pastilles electromagnètiques es troben en diverses formes, però normalment dues: les pastilles de bobinat simple (en anglès: single coil) amb un sol nucli magnètic i les humbucker (de l'anglès hum, brunzit) amb dos nuclis magnètics i doble bobinat per eliminar sorolls. Les primeres són les més comunes, el bobinat simple dona a l'instrument un so més brillant, però generen una descàrrega o soroll en ser saturada per algun efecte de distorsió. Aquest tipus de pastilles poden ser observades en guitarres tipus Stratocaster o Telecaster. El doble bobinatge de les segones permet bàsicament eliminar aquest soroll i la descàrrega que es genera amb les pastilles simples, i a més, un so més greu, gruixut i nítid. Les guitarres de la marca Gibson, com els models Les Paul i SG, utilitzen aquest tipus de micròfons. Aquestes últimes solen ser les preferides per distorsionar el seu senyal en estils rock més «durs».
Les pastilles piezoelèctriques es basen en l'efecte piezoelèctric d'alguns materials com el quars que en ser deformats en un pla provoquen un corrent proporcional a la deformació produïda. Solen anar al pont o als seients de les cordes, ja que han d'estar en contacte gairebé directe amb la corda. El so és més natural que el de les electromagnètiques. A diferència de les pastilles simples o dobles, aquestes presenten un preamplificador integrat que dona al so molt més guany, nitidesa i volum. També són anomenades pastilles ceràmiques, ja que no presenten els imants a la vista com sí que ho mostren els micròfons anteriorment nomenats. Es poden observar col·locades en diverses guitarres de la marca Jackson o ESP. No estan afectades per camps elèctrics o magnètics, per la qual cosa són immunes a l'anomenat soroll elèctric procedent de motors, lluminàries fluorescents o aparells electrònics.
La resta dels circuits que es troben a la guitarra elèctrica estan formats per potenciòmetres de volum, un commutador de canvi de pastilles, condensadors com a filtre de to, i potenciòmetres de 

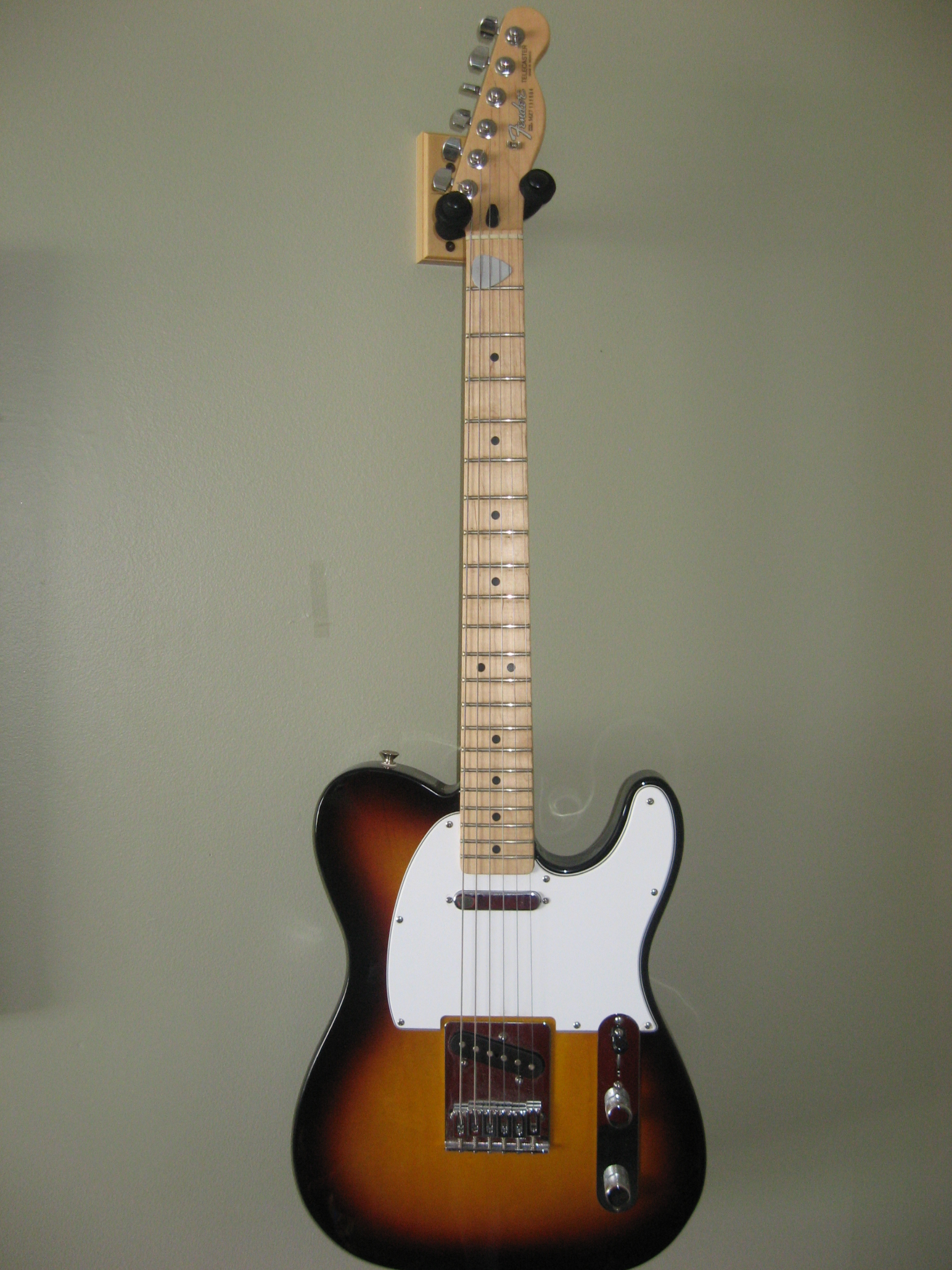
Guitarra elèctrica Fender Telecaster

to associats a aquests condensadors. Poden arribar a ser més complexos, segons les necessitats del guitarrista, arribant fins i tot a introduir un petit preamplificador (previ) o equalitzador transistoritzat alimentat per una pila o bateria. Això augmenta el senyal de sortida i acusa menys el soroll paràsit. En aquest cas es parla de «circuiteria activa» davant de la «circuiteria passiva» que no té aquest previ. Aquests previs solen estar construïts al voltant d'amplificadors operacionals caracteritzats pel seu alt rendiment, baix consum i petita grandària.
Un pas més enllà és la inclusió de pastilles MIDI per utilitzar la guitarra amb sintetitzadors i generar-hi sons.
Algunes guitarres elèctriques també compten amb un sistema en el pont (instrument musical) pont que genera un efecte de vibrat anomenat palanca o trèmolo.
Aquest dispositiu va ser introduït per primera vegada a les guitarres dels anys 50 reemplaçant al pont fix. Aquest nou sistema disposa de ressorts que permeten un moviment que pot estirar i afluixar les cordes generant vibració i la modificació del to a preferència del músic.

El primer sistema de palanca va ser el «Bigsby», consistia en un braç metàl·lic la tensió del qual 

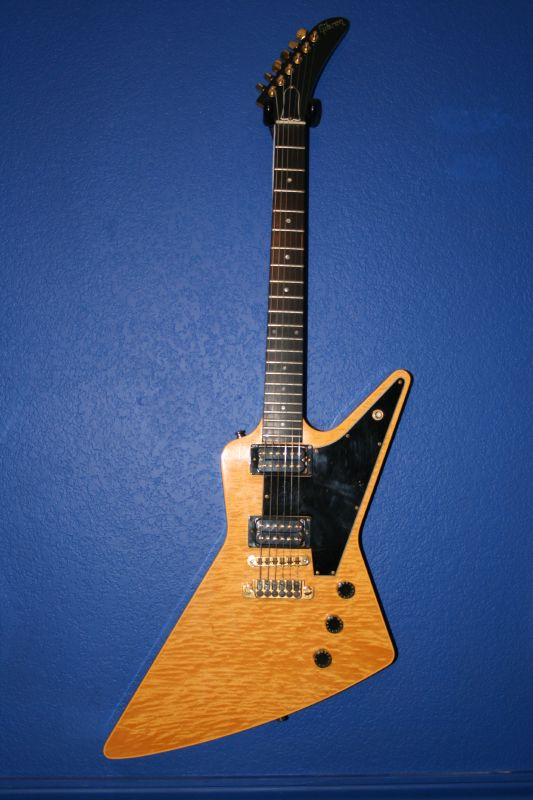
Guitarra eléctrica Gibson Explorer

era sostinguda per un sol ressort, en moure's el braç, les cordes variaven la tensió canviant la seva afinació. Aquests sistemes es continuen observant en guitarres semisòlides, sobretot en models de la marca Gretsch.
El sistema de palanques de Fender va ser el més usat en les dècades del 70 i 80 i actualment és triat per milers de músics en el món. A diferència del Bigsby, el qual comptava amb un sol ressort, aquest sistema disposa d'un opcional de cinc ressorts a la part posterior del cos de la guitarra, però generalment quan s'adquireix una guitarra de fàbrica amb aquest tipus de palanca, en porta només tres. Això permet que l'afinació sigui més «perfecta» i no produeixi una desafinació un cop accionada la palanca.
El sistema Floyd Rose també és un dels dispositius més usats en l'actualitat per molts guitarristes, generalment d'estils de rock pesat, sigui metal, heavy o hard rock. Aquest sistema compta amb l'opció de cinc ressorts com Fender, però a diferència d'aquesta, disposa d'una morsa que «trava» les cordes al claviller impedint la seva fricció. Per això, al principi, una vegada travades les cordes no es podia tocar a afinació, per la qual cosa es va crear un sistema de microafinadors al pont que aconsegueixen afinar la guitarra una vegada travada.
El sistema flotant és una variació del Floyd Rose. Compta amb totes les característiques de l'anterior, però a diferència d'aquell, aquest té doble acció, és a dir, tant afluixa les cordes com les estira més enllà de la seva afinació estàndard. El sistema bàsicament funciona així: els ressorts ubicats a la part posterior de la guitarra creen una força que és directament proporcional a la força que exerceixen les cordes sobre el pont. Això crea la sensació, en estar minuciosament calibrat, que el sistema «estigui a l'aire», o com el seu nom ho indica, sigui flotant. La més reeixida marca és Edge, una versió millorada del Floyd Rose, feta per Ibanez.

## Marques
Hi ha moltes marques de guitarra, des d'algunes poc conegudes, com Arirang, a les més conegudes, com Gibson o Fender, el model més conegut és Stratocaster. També són comunes: Brümer, C.Giant, Arirang, Epiphone (aquesta patrocinada per Gibson), ESP, Fernandes, Hagstrom, Harley Benton, Ibanez, Line 6, Peavey, Squier (del grup Fender), Startone, Thoman o Yamaha. Moltes d'aquestes marques sobretot Epiphone, Fender i Gibson venen peces per a guitarres com el cinturó i recanvis per a cordes.